# 穆巴拉克·瓦卡索
穆巴拉克·瓦卡索（阿拉伯语：مبارك واكاسو，1990年7月25日—）是一名加纳中場足球运动员。
他在西班牙開始他的职业生涯，2007年起先後在埃埃尔切足球俱乐部、比利亞雷阿爾足球俱樂部、皇家西班牙人體育俱樂部、拉斯帕尔马斯体育联盟、格拉纳达足球俱乐部和阿拉维斯体育效力。他还曾在俄罗斯、苏格兰、希腊和中国等國家和地區的足球聯賽效力。
瓦卡索参加了2014年世界杯加纳国家队以及四场非洲国家杯锦标赛。瓦卡索随迦納國家足球隊参加了2014年國際足協世界盃以及四届非洲國家盃赛事。